# Rory Patterson
Rory Christopher Patterson (Strabane, 16 luglio 1984) è un calciatore nordirlandese, attaccante del Belfast Celtic.

## Carriera

### Club
Cresciuto nel settore giovanile dei Sion Swifts, del Moorfield Celtic e del Townsend United, Patterson viene acquistato dal Rochdale nel 2002 prima di aver vestito la maglia del Radcliffe Borough e del Mossley.
Nel 2005 passa all'appena formato F.C. United of Manchester, dove rimane fino al 2008 diventando il miglior marcatore del club - segnando 107 volte. Successivamente passa al Bradford Park Avenue prima di una breve esperienza con il Droylsden. Nel 2009 torna in Irlanda del Nord con il Coleraine dove trascorre una stagione di successo - siglando 30 reti in campionato. Successivamente passa al Glentoran prima di ritornare in Inghilterra con il Plymouth Argyle per due stagioni. Nel 2011 torna in patria venendo ceduto in prestito al Linfield. Nel 2012 si trasferisce al Derry City che disputa la League of Ireland First Division, la massima serie irlandese.

### Nazionale
Tra il 2010 ed il 2012 ha totalizzato complessivamente 5 presenze ed una rete con la nazionale nordirlandese.

## Palmarès

### Club

#### Competizioni regionali
- North West Senior Cup: 1

Coleraine: 2009-2010

#### Competizioni nazionali
- Campionato nordirlandese: 1

Linfield: 2011-2012
- Irish Cup: 1

Linfield: 2011-2012
- FAI Cup: 1

Derry City: 2012
- League of Ireland Cup: 1

Derry City: 2018

### Individuale
- Capocannoniere del campionato nordirlandese: 1[2]

2009-2010 (30 gol)
- Calciatore dell'anno (Irlanda del Nord): 1

2009-2010
- Capocannoniere del campionato irlandese: 1

2013 (18 gol)